# Гусейн Каміль
Гусейн Каміль (араб. السلطان حسين كامل; 21 жовтня 1853 — 9 жовтня 1917) — султан Єгипту та Судану часів британського протекторату над Єгиптом.

## Життєпис
Гусейн Каміль був сином хедива Ізмаїла-паші, який правив Єгиптом з 1863 до 1879 року. Гусейн Каміль був проголошений султаном 19 грудня 1914 року, після того як 5 листопада окупаційні британські війська усунули від влади його племінника, хедіва Аббаса Хільмі II. Новоутворений Єгипетський султанат був оголошений британським протекторатом. Це поклало край де-юре османського суверенітету над Єгиптом, який після захоплення влади 1805 року Мухаммедом Алі був значною мірою номінальним.
Після смерті Гусейна Каміля його єдиний син, принц Камалуд-дін Хусейн відмовився від престолу, а влада перейшла до Ахмеда Фуада I.

## Родина
Був двічі одружений. У січні 1873 року одружився з уль-Айн-Хаят Ханум Ефенді (1858–1910), старшою дочкою принца Ахмада Ріфаата Паші. У шлюбі народились:
- принц Камалуд-дін Гусейн (1874—1932)
- принцеса Казіма Ханум Ефенді (1876—1895)
- принц Сейфуддін Бей (1878—1898)
- Принц Ахмад Назим Бей (1879—1884)
- принц Юсуф Кемаль Бей (1880—1910)

У березні 1887 року одружився вдруге з Султаною Малек Турхан Ханум Ефенді (1869—1917), дочкою адмірала Гасана Турхана Паші, від шлюбу з якою народились:
- принцеса Кадрія Ханум Ефенді (1888—1955)
- принцеса Саміха Ханум Ефенді (1889—1984)
- принцеса Бадіха Ханум Ефенді (1894—1913)